# Primula bracteata
Primula bracteata är en viveväxtart. Primula bracteata ingår i släktet vivor, och familjen viveväxter.

## Underarter
Arten delas in i följande underarter:
- P. b. bracteata
- P. b. dubernardiana
- P. b. henrici